# Сикокутюо
Сикокутюо (яп. 四国中央市 Сикокутю:о:-си) — город в Японии, находящийся в префектуре Эхимэ. Площадь города составляет 420,57 км², население — 88 005 человек (1 августа 2014), плотность населения — 209,25 чел./км².

## Географическое положение
Город расположен на острове Сикоку в префектуре Эхимэ региона Сикоку. С ним граничат города Ниихама, Канъондзи, Миёси, посёлки Тоса, Отоё, Мотояма и село Окава.

## Население
Население города составляет 88 005 человек (1 августа 2014), а плотность — 209,25 чел./км². Изменение численности населения с 1980 по 2005 годы:
| 1980 | 95 168 чел. |  |
| 1985 | 97 005 чел. |  |
| 1990 | 97 215 чел. |  |
| 1995 | 95 658 чел. |  |
| 2000 | 94 326 чел. |  |
| 2005 | 92 854 чел. |  |